# Ледесма, Херемиас
Херемиас Конан Ледесма (исп. Jeremías Conan Ledesma; род. 13 февраля 1993[…], Пергамино, Буэнос-Айрес) — аргентинский футболист, вратарь клуба «Ривер Плейт». В 2022 году был признан лучшим вратарем года LaLiga Santander по версии SofaScore. В 2023 году попал в команду сезона LaLiga Santander по версии портала WhoScored.

## Клубная карьера
Херемиас Ледесма — воспитанник аргентинского клуба «Росарио Сентраль». В 2013 году он впервые появился в заявках команды на игры Примеры B Насьональ. 31 октября 2017 года Ледесма дебютировал в аргентинской Примере, выйдя в основном составе в гостевом матче против «Тигре». В 2018 году стал чемпионом Кубка Аргентины (1:1, пен. 4:1), отбив один удар в серии пенальти против «Химнасии и Эсгримы».
25 августа 2020 года Ледесма перешёл в испанский «Кадис» на правах аренды до конца сезона. Дебютировал в матче с «Атлетиком» из Бильбао 1 октября этого же года. 29 декабря провёл свой 100-й матч в карьере в матче против «Вальядолида».